# Dickey Chapelle
Georgette Louise Meyer (14. března 1919 Milwaukee, Wisconsin – 4. listopadu 1965 Quang Ngai, Vietnam) známá jako Dickey Chapelle byla americká fotožurnalistka, která pracovala jako válečná korespondentka během druhé světové války ve Vietnamu.

## Mládí
Chapelle se narodila 14. března 1919 v Milwaukee, Wisconsin a sudovala na Shorewood High School. V šestnácti letech začala navštěvovat kurzy leteckého konstruktérství na MIT. Po škole se vrátila domů, kde pracovala na místním letišti a doufala, že se naučí pilotovat letadla místo toho, aby je navrhovala. Nicméně, když se její matka dozvěděla, že má vztah s jedním z pilotů, donutila Chapelle žít u jejích prarodičů v Coral Gables na Floridě. Tam Chapelle psala tiskové zprávy pro leteckou show, která vedla k misi v Havaně na Kubě.
Příběh o katastrofě v kubánské letecké show, kterou Chapelle předložila novinám New York Times, zaznamenala redakce Transcontinental a Western Air (TWA), která ji pozvala do New Yorku. Tam pracovala v reklamní kanceláři společnosti TWA a začala pořádat týdenní kurzy fotografování s Tony Chapellem, kterého si v říjnu 1940 vzala. Nakonec skončila svou práci u TWA sestavením portfolia, které prodala časopisu Look v 1941. Po patnácti letech manželství se s Tonym rozvedla a změnila své jméno na Dickey.

## Průlom
Navzdory průměrnému fotografickému pověření, se Chapelle během druhé světové války podařilo stát válečnou korespondentkou a fotoreportérkou pro časopis National Geographic. Jedním z jejích prvních úkolů bylo vyslání s námořní pěchotou do bitvy o Iwodžimu. Dokumentovala také bitvu o Okinawu.
Po válce cestovala po celém světě a často se vydávala do mimořádných dálek, aby získala příběh z válečné zóny. Během maďarské revoluce v roce 1956 byla Chapelle zajata a vězněna více než sedm týdnů. Později se naučila skákat padákem s výsadkáři a obvykle cestovala s vojáky. To vedlo k častým udělováním ocenění a získala respekt jak ve vojenské, tak v žurnalistické komunitě. Chapelle "byla drobná žena známá tím, že odmítala autority a její předpisová uniforma byla: polní uniforma, australský klobouk, výrazné brýle Harlequin a náušnice s perlou."

## Pozdější život
Navzdory brzké podpoře Fidela Castra byla Chapelle otevřenou antikomunistkou a hlasitě vyjádřovala tyto názory na počátku války ve Vietnamu. Její příběhy na počátku šedesátých letech vyzdvihovaly americké vojenské poradce, kteří bojovali a umírali v jižním Vietnamu, a také Sea Swallows - protikomunistické milice pod vedením otce Nguyen Lac Hoa.
Chapelle byla zabita ve Vietnamu dne 4. listopadu 1965, když byla na hlídce s námořní četou během operace Black Ferret, během vyhledávací a likvidační operace 16 km jižně od Chu Lai, v provincii Quang Ngai. Chapelle byla zasažena na krku kusem šrapnelu z ručního granátu, který poranil její karotidovou tepnu. Zemřela brzy poté. Její poslední chvíle byly zachyceny na fotografii Henriho Hueta. Její tělo bylo vráceno zpět do vlasti čestnou stráží složenou ze šesti námořníků a dostalo se jí plného vojenského pohřbu. Stala se první válečnou zpravodajkou, která byla zabita ve Vietnamu, stejně jako první americká reportérka, která byla zabita v akci.

## Ocenění
- Cena George Polk Award klubu Overseas Press Club za nejlepší reportáž v jakémkoli médiu, vyžadující výjimečnou odvahu a iniciativu v zahraničí.[9]
- V roce 1963 sdružení National Press Photographers Association udělilo cenu "Best Use of Photographs by a Newspaper" za její snímky připraveného bojového námořnictva ve Vietnamu, který se objevil v novinách Milwaukee Journal.[10]
- Ocenění Distinguished Service Award, od sdružení U.S. Marine Corps Combat Correspondents Association.[11]

## Dědictví
- Marine Corps League, ve spolupráci s americkým námořním sborem United States Marine Corps, na počest její památce uděluje každoročně cenu Dickey Chapelle Award aby ocenila ženu, která nejvíce přispěla k morálce a blahu mužů a žen námořní pěchoty USA.[12]
- V roce 1966 byl umístěn v blízkosti místa její smrti památník s deskou, na které stojí: "Byla jednou z nás a bude nám chybět" ("She was one of us and we will miss her.")[13]
- Chapelle je jednou z žen oceněných v dokumentárním filmu No Job for a Woman: The Women Who Fought to Report WWII (2011).[14]
- V říjnu 2004 Klub Milwaukee Press uvedl Dickey Chapelle do své Síně slávy.[15][16]
- V roce 2015, Milwaukee PBS o ní natočil dokumentární film s názvem Behind the Pearl Earrings: The Story of Dickey Chapelle, Combat Photojournalist.[13]
- V srpnu 2015 Sdružení bojových korespondentů námořních sborů (Marine Corps Combat Correspondents Association) a brigádní generál Robert L. Denig ji posmrtně udělili ocenění za vynikající služby (Distinguished Service Award, DSA).[17]
- V roce 2017 byla Dickey Chapelle prohlášena za čestnou námořnici na každoroční večeři Sdružení bojových korespondentů námořní pěchoty.[13]

## Publikace
- CHAPELLE, Dickey. Needed - Women in Government Service. [s.l.]: R. M. McBride, 1942.
- CHAPELLE, Dickey. Girls at Work in Aviation. [s.l.]: Doubleday, Doran, 1943.
- CHAPELLE, Dickey. How Planes Get There. [s.l.]: Harper, 1944.
- CHAPELLE, Dickey. What's a Woman Doing Here?: A Reporter's Report on Herself. New York: Morrow, 1962. Dostupné online.
- CHAPELLE, Dickey. Modern Guerrilla WarFare: Fighting Communist Guerrilla Movements : 1941-1961. New York: Free Press of Glencoe, 1962. Kapitola How Castro Won, s. 325–335.